# Diego Cattoni
Diego Cattoni (Trento, 13 settembre 1965) è un dirigente d'azienda italiano, Amministratore Delegato di Autostrada del Brennero SpA, Presidente di AISCAT, Presidente di STR - Brennero Trasporto Rotaia SpA, Amministratore Delegato di Autostrada Campogalliano Sassuolo SpA, Amministratore Delegato di Autostrada Regionale Cispadana, membro del Consiglio Generale di Confindustria, membro del board di SEAC Fin SpA, Amministratore Delegato di Associazione Calcio Trento 1921.
È stato  Direttore Generale e Amministratore Delegato di Signal SpA, holding della famiglia Lunelli - Ferrari Spumante, Vice Presidente di Dolomiti Energia Holding SpA, Consigliere Delegato di FT Energia SpA, fondatore e Amministratore Delegato di Oikos Gmbh Berlino, membro nel board di Coster Tecnologie Speciali SpA, Amministratore Delegato di Aquila Basket Trento, società sportiva della città di Trento che milita in serie A.

## Carriera
Primo laureato alla Facoltà di Economia e Commercio dell'Università degli Studi di Trento, a 23 anni, ottiene il massimo dei voti e la lode presentando la tesi “Tecniche e strumenti finanziari per la gestione dell’esposizione valutaria”.
Frequenta l’accademia della Guardia di Finanza a Bergamo diventando ufficiale nel 1990, intraprende poi la carriera aziendale e nel 1991 entra nella banca d’affari internazionale Bank of America a Milano. Dal 1991 è iscritto anche all’Albo dei dottori commercialisti di Trento.
A Trento collabora con ISA SpA, Holding di Partecipazione, prima di essere chiamato nel gruppo Lunelli - Ferrari Spumante nel 1999. All’interno del gruppo, Cattoni assume anche il ruolo di Direttore Generale e Amministratore Delegato della Holding di Partecipazione Signal SpA, Presidente della società di real estate Toxon SpA e Presidente della Holding Teuto, ruoli che manterrà fino al 2018.
Nel 2008 crea un club deal con investitori nazionali e internazionali realizzando una rilevante operazione di real estate/finanziaria a Berlino, comprando con Oikos Gmbh un portafoglio immobiliare/finanziario da un gruppo collegato ad una quotata in borsa a Tel Aviv e poi lo sviluppa quale Managing Director. Oikos ha nel proprio portafoglio clienti quali Deutsche Post, Deutsche Telekom, Deutsche Bank, Amnesty International, Zalando, Visa, Roland Berger.
Dal 2009 al 2018 è Vice Presidente e membro del Comitato Esecutivo di Dolomiti Energia Holding SpA, Multiutility proprietaria anche di grandi derivazioni idroelettriche in Trentino con un fatturato di oltre 1400 milioni e con 1300 dipendenti.
È stato Consigliere Delegato di FT Energia SpA, Holding de La Finanziaria Trentina SpA e ha fatto parte del board di diverse società tra cui Dolomiti Edison Energy, Coster Tecnologie Speciali SpA, quest’ultima tra i 5 maggiori produttori al mondo di componenti per il packaging con stabilimenti produttivi in Argentina, Stati Uniti, Spagna, Inghilterra, India, Malesia e 8 in Italia.

## Dirigenza sportiva
Dal 2021 è Amministratore Delegato di Associazione Calcio Trento 1921.
Appassionato di basket, dal 2015 al 2018 ha il ruolo di Amministratore Delegato di Aquila Basket, squadra trentina di pallacanestro della massima serie italiana.
È socio fondatore di Sport Senza Frontiere Trentino Onlus, progetto solidale che progetta e organizza percorsi sportivi gratuiti per bambini e adolescenti svantaggiati.